# Бутырино (Костромская область)
Бутырино — деревня в Антроповском муниципальном районе Костромской области. Входит в состав Котельниковского сельского поселения

## География
Находится в центральной части Костромской области на расстоянии приблизительно 46 км на юг-юго-запад по прямой от поселка Антропово, административного центра района.

## История
В XIX века деревня относилась к Галичскому уезду Костромской губернии. В 1872 году здесь было учтено 13 дворов, в 1907 году —27.

## Население
Постоянное население составляло 98 человек (1872 год), 140 (1897), 140 (1907), 0 в 2002 году, 1 в 2022.